# Howard Hesseman
Howard Hesseman (Lebanon, 27 de fevereiro de 1940 – Los Angeles, 29 de janeiro de 2022) foi um ator e comediante norte-americano, conhecido por interpretar o DJ Johnny Fever em WKRP in Cincinnati, o capitão Pete Lassard em Police Academy 2: Their First Assignment e o professor Charlie Moore em Head of the Class.

## Início da vida
Howard nasceu em 1940, na cidade de Lebanon, no Oregon. Era filho do casal George Henry Hesseman e Edna Forster. Quando tinha cinco anos, seus pais se divorciaram e ele foi criado pela mãe e pelo padrasto, um policial. Formou-se no ensino médio em 1958 e então ingressou na Universidade do Oregon, onde foi um dos fundadores do grupo de comédia The Committee, com seu amigo e também ator David Ogden Stiers. No começo de sua carreira, Howard usou o pseudônimo Don Sturdy, que ele também usou na rádio quando era DJ.

## Carreira
Com o pseudônimo de Don Sturdy, Howard fez algumas participações na televisão, incluindo um episódio de Dragnet, em 1968. Seu papel mais famoso é o DJ que não era fã de música disco, Johnny Fever, no programa WKRP in Cincinnati, de 1978 a 1982, papel para o qual já tinha experiência por ter sido DJ em São Francisco pela rádio KMPX-FM. Por esse papel, ele foi indicado ao Emmy de melhor ator coadjuvante em série de comédia. Em 1986, interpretou o Dr. Louis Faraday em Flight of the Navigator.

## Morte
Hesseman morreu por complicações de uma cirurgia no cólon em 29 de janeiro de 2022, aos 81 anos de idade, no Cedars-Sinai Medical Center em Los Angeles.

## Filmografia
- Petulia (1968) - Hippie (sem créditos)
- Some Kind of a Nut (1969) - Bartender (sem créditos)
- Billy Jack (1971) - professor
- The Christian Licorice Store (1971) - convidado
- Cisco Pike (1972) - engenheiro de som
- Steelyard Blues (1973) - Frank Veldini
- Jory (1973) - Santa Rosa Bartender (sem créditos)
- Kid Blue (1973) - homem no confessionário
- Shampoo (1975) - Red Dog
- Prisoners (1975)
- Whiffs (1975) - Dr. Gopian
- The Sunshine Boys (1975) - Mr. Walsh
- Tunnel Vision (1976) - Senador McMannus
- Jackson County Jail (1976) - David
- Silent Movie (1976) - Executivo
- The Big Bus (1976) - Jack
- The Other Side of Midnight (1977) - O'Brien
- Tarantulas: The Deadly Cargo (1977) - Fred
- The Ghost of Flight 401 (1978) - Bert Stockwell
- Loose Shoes (1978) - Ernie Piles
- Americathon (1979) - Kip Margolis
- Private Lessons (1981) - Lester
- Honky Tonk Freeway (1981) - Snapper
- Doctor Detroit (1983) - Smooth Walker
- This Is Spinal Tap (1984) - Terry Ladd
- Silence of the Heart (1984) - Carl Lewis
- Police Academy 2: Their First Assignment (1985) - Pete Lassard
- Clue (1985) - chefe (sem créditos)
- My Chauffeur (1986) - McBride
- Flight of the Navigator (1986) - Dr. Louis Faraday
- Inside Out  (1986) - Jack
- Heat (1986) - Pinchus Zion
- Amazon Women on the Moon (1987) - Rupert King
- Rubin and Ed (1991) - Ed Tuttle
- Little Miss Millions (1993) - Nick Frost
- Munchie Strikes Back (1994) - Munchie (voz)
- Out-of-Sync (1995) - Det. Caldwell
- Gridlock'd (1997) - Blind Man
- The Sky Is Falling (2000) - Yogi Cook
- The Mesmerist (2002) - Mr. Valdemar
- Teddy Bears' Picnic (2002) - Ted Frye
- About Schmidt (2002) - Larry Hertzel
- Man About Town (2006) - Ben Giamoro
- Domestic Import (2006) - Lou Kimmelman
- Martian Child (2007) - Dr. Berg
- The Rocker (2008) - Gator
- Halloween II (2009) - tio Meat
- All About Steve (2009) - Mr. Horowitz
- Bigfoot (2012) - prefeito Tommy Gillis
- How to Become an Outlaw (2014) - Lawyer
- Silver Skies (2016) - Billy
- Dirty Politics (2016) - Big Oil
- Wild Oats (2016) - Vespucci